# احمدآباد (بلوچ‌آباد)
احمدآباد (بلوچ‌آباد)، روستایی از توابع بخش کمالان شهرستان علی‌آباد در استان گلستان ایران است.

## جمعیت
این روستا در دهستان شیرنگ قرار دارد و براساس سرشماری مرکز آمار ایران در سال ۱۳۸۵، جمعیت آن ۶۱۴ نفر (۱۲۵خانوار) بوده‌است.